# Saxifraga cotyledon
Saxifraga cotyledon — вид трав'янистих рослин родини Ломикаменеві (Saxifragaceae), поширений в арктично-альпійських областях Європи.

## Опис
Це багаторічні трав'янисті рослини 15–80 см заввишки. Листова розетка до 15 сантиметрів завширшки. Розеткові листки довжиною від 20 до 80 міліметрів, вони загострені або тупі, шкірясті, з гладкими краями. Стебла прямостійні, червонуваті, густо залозисті, утворюючи гіллясті, залозисті суцвіття майже від землі. Пелюстки білі, яйцевидої форми і від 6 до 11 міліметрів. Вузько довгасті плоди — капсули.

## Поширення
Європа (Австрія, Фінляндія, Франція, Німеччина, Швейцарія, Іспанія, Ісландія, Італія, Норвегія, Швеція). Зростає в Піренеях, Альпах і в Північній Європі, населяє вологі тріщини, вузькі долини й каньйони поблизу водойм на силікатних породах від долини до висоти 2600 метрів.

## Галерея

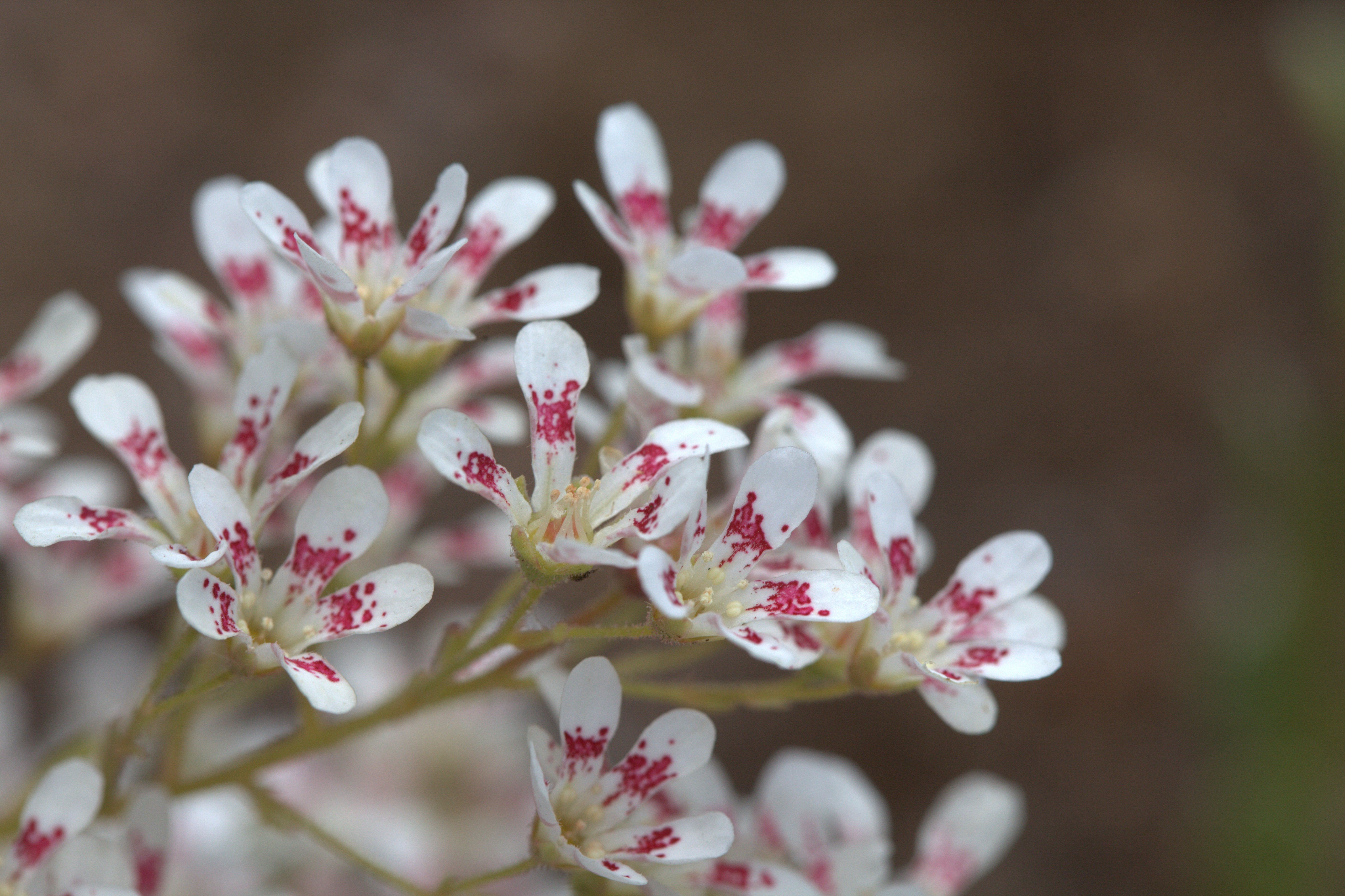
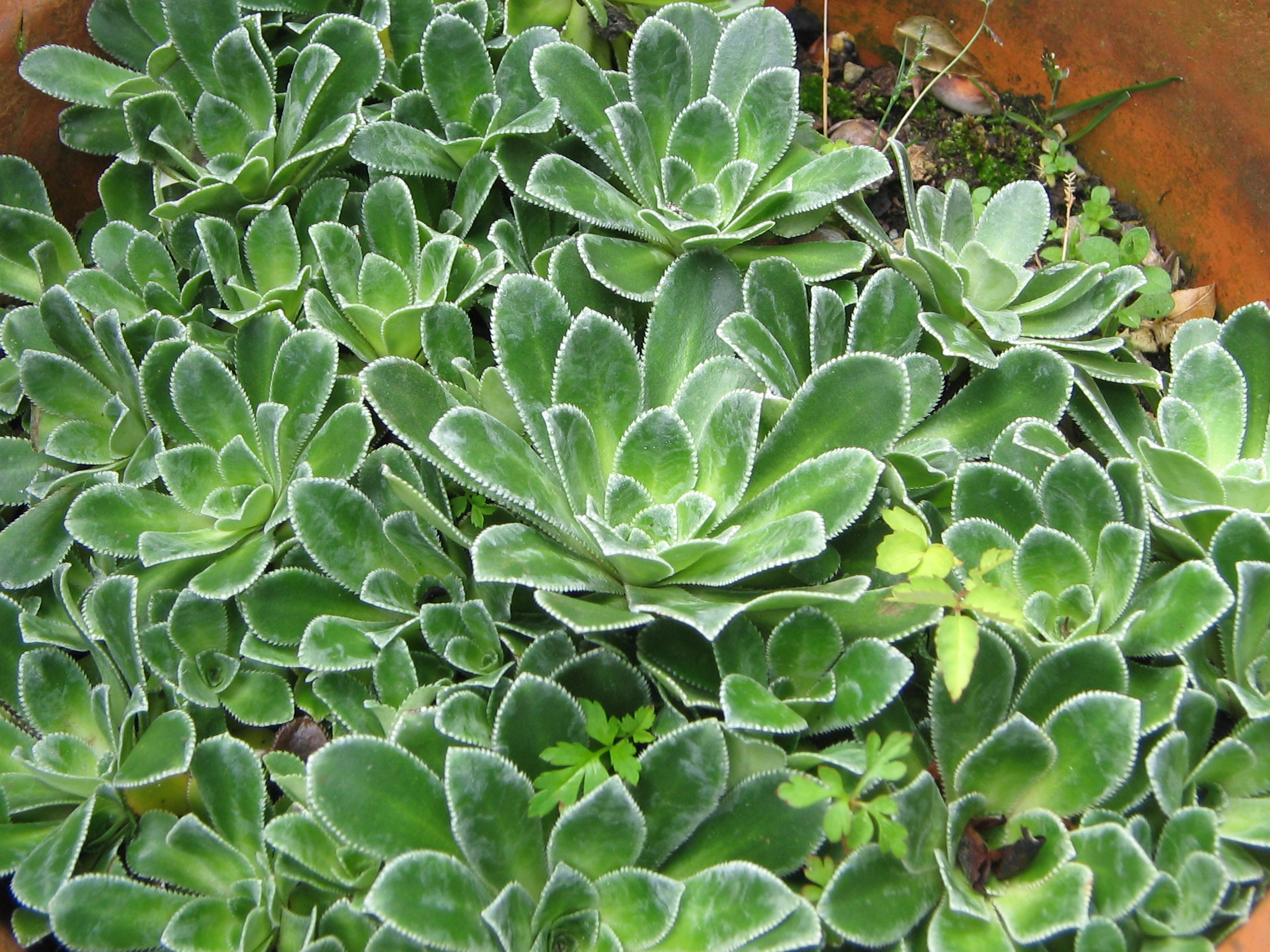
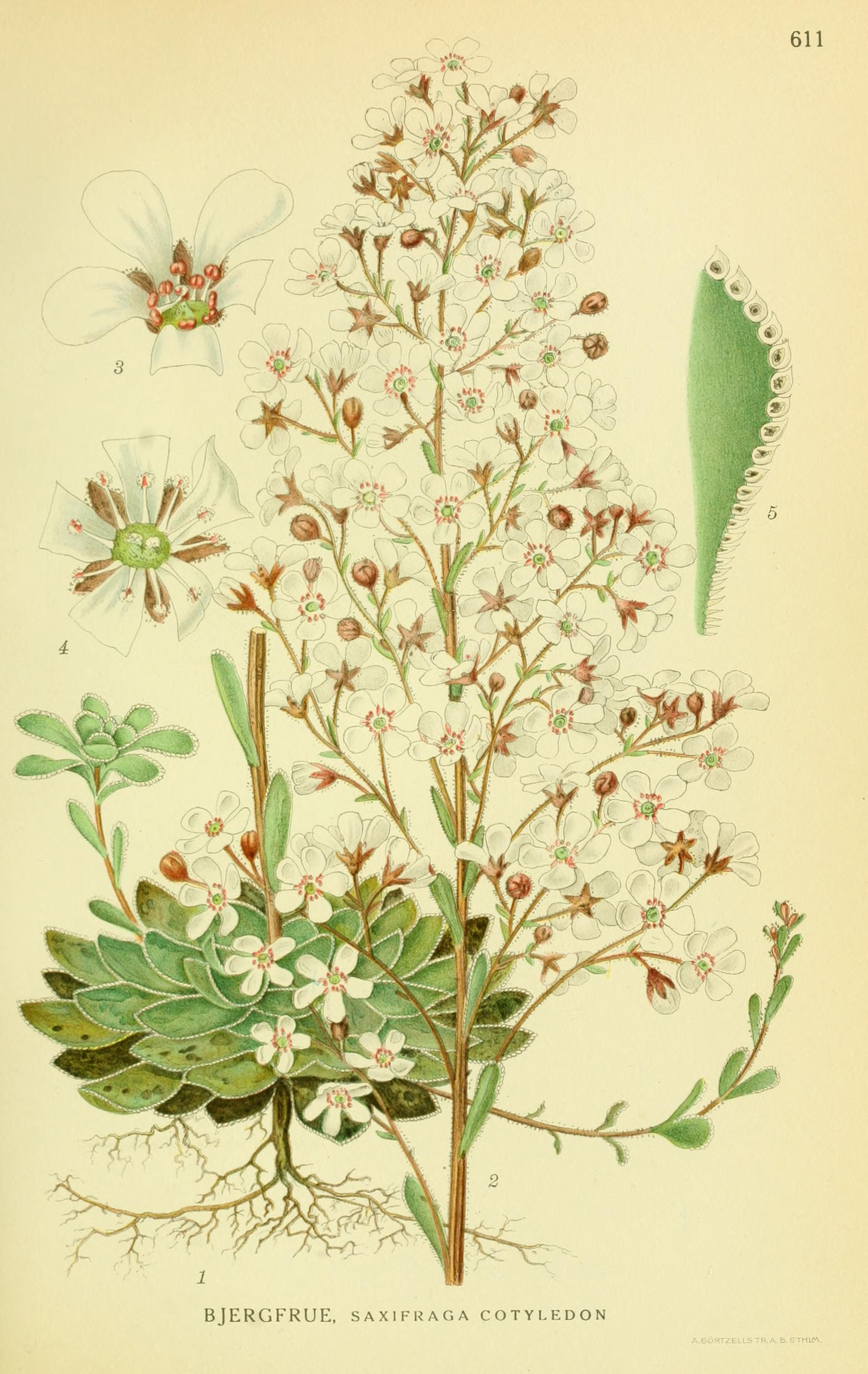